# Vinalhaven
Vinalhaven ist eine Town im Knox County des Bundesstaates Maine in den Vereinigten Staaten. Im Jahr 2020 lebten dort 1279 Einwohner in 1285 Haushalten auf einer Fläche von 436,91 km².

## Geografie
Nach dem United States Census Bureau hat Vinalhaven eine Gesamtfläche von 436,91 km², von der 60,76 km² Land sind und 376,14 km² aus Gewässern bestehen.

### Geografische Lage
Die Town Vinalhaven umfasst mehrere Inseln in der Penobscot Bay des Atlantischen Ozeans. Zu den größeren und bekannteren Inseln gehören: Greens Island, Hurricane Island, Leadbetter Island, Penobscot Island und Vinalhaven Island. Auf der Insel Vinalhaven befinden sich mehrere Seen, so der Carvers Pond. Die Oberfläche ist eben, ohne nennenswerte Erhebungen.

### Nachbargemeinden
Alle Entfernungen sind als Luftlinien zwischen den offiziellen Koordinaten der Orte aus der Volkszählung 2010 angegeben.
- Norden: North Haven, 18,1 km
- Nordosten: Stonington, Hancock County, 17,3 km
- Osten: Isle au Haut, 18,6 km
- Süden: Matinicus Isle, 24,5 km
- Südwesten: Muscle Ridge Islands, Unorganized Territory 27,3 km
- Südwesten: South Thomaston, 37,9 km
- Westen: Owls Head, 31,4 km
- Nordwesten: Rockland, 37,8 km
- Nordnordwesten: Rockport, 33,9 km

### Stadtgliederung
In Vinalhaven gibt es drei Siedlungsgebiete: Carver's Cove, Carvers Harbor und Vinalhaven.

### Klima
Die mittlere Durchschnittstemperatur in Vinalhaven liegt zwischen −6,8 °C (20 °Fahrenheit) im Januar und 20,6 °C (69 °Fahrenheit) im Juli. Damit ist der Ort gegenüber dem langjährigen Mittel der USA um etwa 6 Grad kühler. Die Schneefälle zwischen Oktober und Mai liegen mit bis zu zweieinhalb Metern mehr als doppelt so hoch wie die mittlere Schneehöhe in den USA; die tägliche Sonnenscheindauer liegt am unteren Rand des Wertespektrums der USA.

## Geschichte
Die Town Vinalhaven liegt auf mehreren Inseln in der Penobscot Bay. Bereits früh wurde die Insel als Zwischenstation für Reisende genutzt. Zunächst nannte man die Insel South Fox Island nach den ansässigen silbergrauen Füchsen. Eine erste dauerhafte Ansiedlung entwickelte sich 1765. Zur Zeit der Amerikanischen Revolution flohen viele Bewohner der Insel vor plündernden britischen Soldaten. Sie kehrten nach dem Krieg zurück und 72 Siedler kauften die Insel vom Bundesstaat Massachusetts für die Summe von £ 246.
Es gibt mehrere Häfen auf Vinalhaven, der größte, Carvers Harbour, liegt im Süden von Vinalhaven. Die Town Vinalhaven wurde am 25. Juni 1789 organisiert. Benannt wurde Vinalhaven nach John Vinal einem Anwalt aus Boston, der den Bewohnern geholfen hatte, das Land zu erwerben.
Der nördliche Teil von Vinalhaven, North Fox Island, wurde 1846 von Vinalhaven abgespalten und als eigenständige Town North Haven organisiert. Hurricane Isle wurde 1878 abgespalten und als eigenständige Town organisiert. Dies wurde 1921 widerrufen und Hurricane Isle wurde im Jahr 1937 nach Vinalhaven eingegliedert.

### Einwohnerentwicklung
| Volkszählungsergebnisse – Town of Vinalhaven, Maine | Volkszählungsergebnisse – Town of Vinalhaven, Maine | Volkszählungsergebnisse – Town of Vinalhaven, Maine | Volkszählungsergebnisse – Town of Vinalhaven, Maine | Volkszählungsergebnisse – Town of Vinalhaven, Maine | Volkszählungsergebnisse – Town of Vinalhaven, Maine | Volkszählungsergebnisse – Town of Vinalhaven, Maine | Volkszählungsergebnisse – Town of Vinalhaven, Maine | Volkszählungsergebnisse – Town of Vinalhaven, Maine | Volkszählungsergebnisse – Town of Vinalhaven, Maine | Volkszählungsergebnisse – Town of Vinalhaven, Maine |
| Jahr                                                | 1700                                                | 1710                                                | 1720                                                | 1730                                                | 1740                                                | 1750                                                | 1760                                                | 1770                                                | 1780                                                | 1790                                                |
| --------------------------------------------------- | --------------------------------------------------- | --------------------------------------------------- | --------------------------------------------------- | --------------------------------------------------- | --------------------------------------------------- | --------------------------------------------------- | --------------------------------------------------- | --------------------------------------------------- | --------------------------------------------------- | --------------------------------------------------- |
| Einwohner                                           |                                                     |                                                     |                                                     |                                                     |                                                     |                                                     |                                                     |                                                     |                                                     | 578                                                 |
| Jahr                                                | 1800                                                | 1810                                                | 1820                                                | 1830                                                | 1840                                                | 1850                                                | 1860                                                | 1870                                                | 1880                                                | 1890                                                |
| Einwohner                                           | 858                                                 | 1052                                                | 1308                                                | 1794                                                | 1950                                                | 1252                                                | 1667                                                | 1851                                                | 2855                                                | 2617                                                |
| Jahr                                                | 1900                                                | 1910                                                | 1920                                                | 1930                                                | 1940                                                | 1950                                                | 1960                                                | 1970                                                | 1980                                                | 1990                                                |
| Einwohner                                           | 2358                                                | 2344                                                | 1965                                                | 1843                                                | 1629                                                | 1427                                                | 1273                                                | 1135                                                | 1211                                                | 1072                                                |
| Jahr                                                | 2000                                                | 2010                                                | 2020                                                | 2030                                                | 2040                                                | 2050                                                | 2060                                                | 2070                                                | 2080                                                | 2090                                                |
| Einwohner                                           | 1235                                                | 1165                                                | 1279                                                |                                                     |                                                     |                                                     |                                                     |                                                     |                                                     |                                                     |

## Kultur und Sehenswürdigkeiten

### Bauwerke
In Vinalhaven wurden mehrere Bauwerke unter Denkmalschutz gestellt und ins National Register of Historic Places aufgenommen. Zu diesen gehören auch mehrere Leuchttürme.
- Browns Head Light Station 1983 unter der Register-Nr. 83000460[9]
- Heron Neck Light Station 1988 unter der Register-Nr. 87002266[10]
- Murch Family House 1993 unter der Register-Nr. 93000205[11]
- Pleasant River Grange No. 492 1999 unter der Register-Nr. 99001190[12]
- Saddleback Ledge Light Station 1988 unter der Register-Nr. 88000158[13]
- Star of Hope Lodge 1982 unter der Register-Nr. 82000767[14]
- Union Church of Vinalhaven 1984 unter der Register-Nr. 84001388[15]
- The Vinalhaven Galamander 1970 unter der Register-Nr. 70000049[16]
- Vinalhaven Public Library 1989 unter der Register-Nr. 88003014[17]
- Moses Webster House 1998 unter der Register-Nr. 98000309[18]

## Wirtschaft und Infrastruktur

### Verkehr
Vinalhaven ist nur per Fähre von Rockland aus zu erreichen. Auf der Insel Vinalhaven gibt es lokale Straßen.

### Öffentliche Einrichtungen
Es gibt keine medizinischen Einrichtungen oder Krankenhäuser in Vinalhaven. Die nächstgelegenen befinden sich in Rockland und Camden.
In Vinalhaven befindet sich die Vinalhaven Public Library in der Carver Street.

### Bildung
Die Vinalhaven School bietet Schulklassen von Kindergarten bis zum 12. Schuljahr auf der Insel Vinalhaven an.

## Persönlichkeiten

### Persönlichkeiten, die vor Ort gewirkt haben
- Robert Indiana (1928–2018), Maler und Hauptvertreter der Pop Art und der Signalkunst
- Frederick M. Reed (1924–2012),  Jurist, Politiker und Vermont Attorney General